# Барата, Сиприану
Сиприа́ну (Киприа́н) Жозе́ Бара́та де Алме́йда (порт. Cipriano José Barata de Almeida; 26 сентября 1762, Салвадор, Баия — 7 июня 1838, Натал) — бразильский политик, революционер, аболиционист, врач-хирург, философ, журналист, издатель. Один из самых активных участников движения за независимость Бразилии.

## Биография
Изучал медицину, философию и математику в Коимбрском университете, где познакомился и увлёкся идеями Просвещения. Занимался журналистикой, сотрудничал с «Авророй Пернамбукана», первой газетой штата. Два года спустя основал свой собственный журнал «Страж Свободы», выступая за республиканские идеи и автономию провинции. Был одним из самых активных политических журналистов страны.
Радикальный либерал. Выступал в защиту идеи создания Бразилии, независимой от Португальской монархии, отмену рабства. Призывал народ к восстанию. Участник движения Conjuração Baiana. Поддерживал Пернамбуканскую революцию 1817 года.
В 1797 году был одним из основателей первой в Бразилии масонской ложи «Рыцари света». В 1800 году был арестован. После освобождения стал фермером, выращивал сахарный тростник, продолжал медицинскую практику. В 1830 году вернулся в Баию.
В 1832 году основал газету Sentinela da Liberdade. Несколько раз был заключён в тюрьму из-за публикаций, в которых распространял свои идеи. Основывал комитеты солидарности, направленные на оказание материальной поддержки политзаключённым и их семьям.
В 1836 году переехал жить в Натал, работал учителем французского языка.